# Kopenhagen Amt

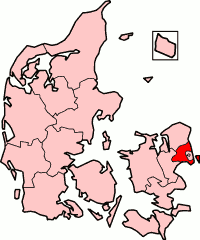
Kopenhangen Amt

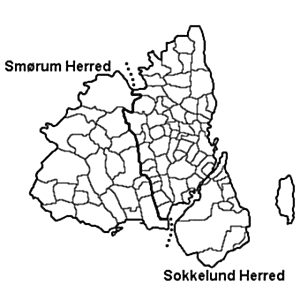
Kopenhagen, voor 1808

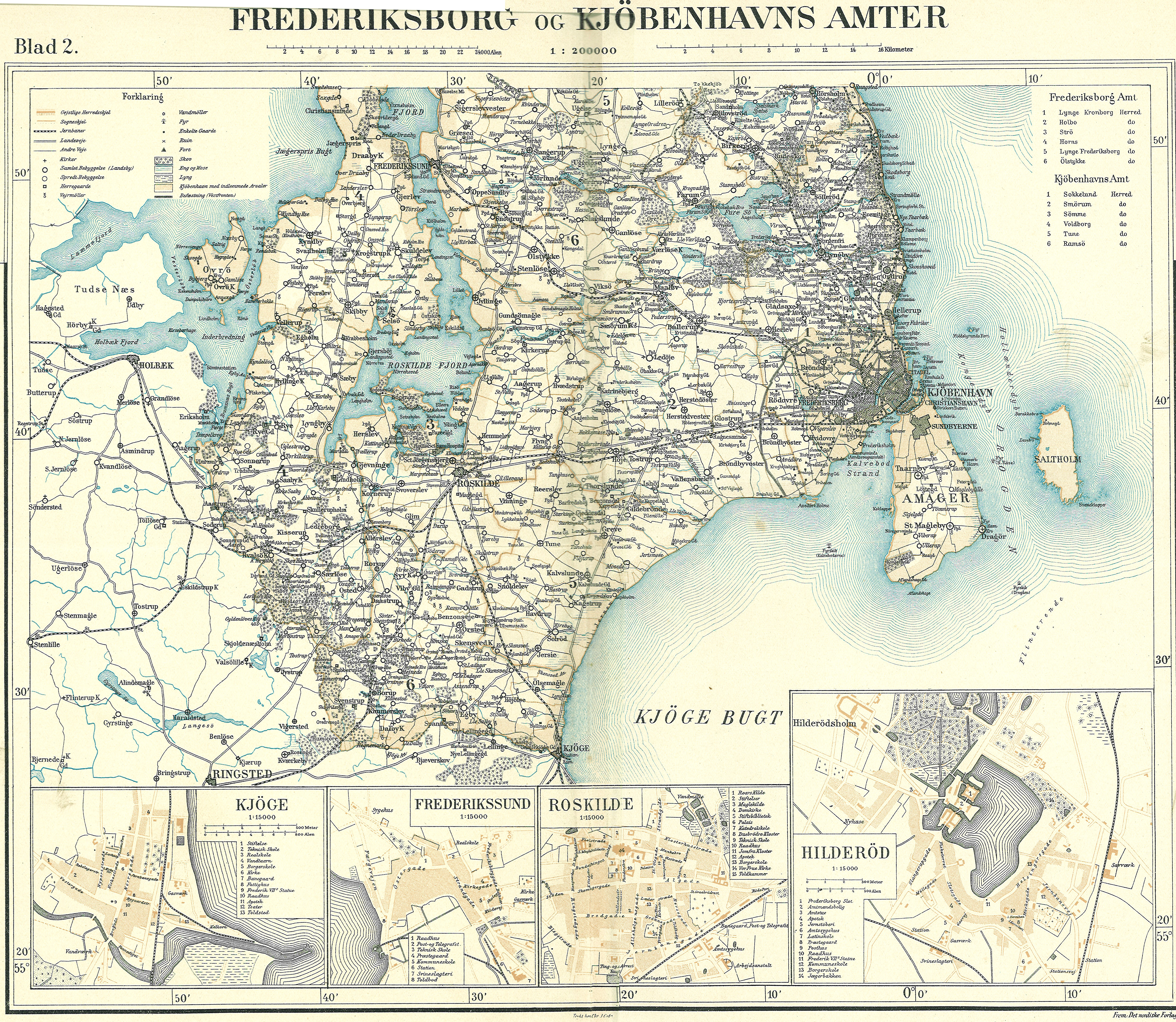
Kopenhagen en Roskilde rond 1900

Kopenhagen Amt was tussen 1793 en 1970 een van de amten van Denemarken. Oorspronkelijk bestond het uit twee herreder direct buiten het stadsgebied van Kopenhagen. In 1808 werd Roskilde Amt bij Kopenhagen gevoegd hoewel het wel een eigen bestuur als amtsraadskreds behield. In 1970 werd het vergrote amt gesplitst en werd het amt van voor de samenvoeging in 1808 min of meer ongewijzigd een nieuwe provincie.

## Herreder
Het amt zonder Roskilde was verdeeld in  Sokkelund en Smørum Herred.